# Чемпионат Тонги по футболу 2003
XXIV чемпионат Тонги по футболу. Лотоха’апаи в очном противостоянии с Нгеле’я в последнем туре в 10-й раз, и в 6-й раз подряд, завоевала титул чемпиона.

## Итоговая таблица
|                   | Команда            | Очки | И | В | Н | П | ГЗ | ГП | +/- |
| ----------------- | ------------------ | ---- | - | - | - | - | -- | -- | --- |
| Чемпион           | Лотоха’апаи        | 25   | 9 | 8 | 1 | 0 | 40 | 4  | +36 |
| Серебряный призёр | Нгеле’я            | 24   | 9 | 8 | 0 | 1 | 24 | 9  | +15 |
| Бронзовый призёр  | Ма’уфанга          | 19   | 9 | 6 | 1 | 2 | 20 | 11 | +9  |
| 4.                | Навутока           | 16   | 9 | 5 | 1 | 3 | 22 | 12 | +10 |
| 5.                | Колофо'оу          | 16   | 9 | 5 | 1 | 3 | 20 | 10 | +10 |
| 6.                | Фунга'онетака      | 12   | 9 | 4 | 0 | 5 | 17 | 22 | -5  |
| 7.                | Лотоха’апаи Драгон | 12   | 9 | 4 | 0 | 5 | 9  | 23 | -14 |
| 8.                | Кумифонуа          | 6    | 9 | 2 | 0 | 7 | 13 | 29 | -16 |
| 9.                | Ахи'о Улакаи Ахаи  | 1    | 9 | 0 | 1 | 8 | 5  | 24 | -19 |
| 10.               | Веитонго           | 1    | 9 | 0 | 1 | 8 | 7  | 33 | -26 |

## Результаты матчей

### 1-й тур
3-4  мая
- Ма’уфанга — Кумифонуа — 3:1
- Колофо'оу — Фунга'онетака — 2:0
- Нгеле’я — Лотоха’апаи Драгон — 3:0
- Лотоха’апаи — Навутока — 1:1
- Ахи'о Улакаи Ахаи — Веитонго — 3:3

### 2-й тур
10 мая
- Ма’уфанга — Веитонго — 4:0
- Лотоха’апаи — Фунга'онетака — 4:0
- Кумифонуа — Ахи'о Улакаи Ахаи — 4:1
- Навутока — Лотоха’апаи Драгон — 6:0
- Нгеле’я — Колофо'оу — 1:0

### 3-й тур
17 мая
- Ма’уфанга — Ахи'о Улакаи Ахаи — 2:0
- Лотоха’апаи Драгон — Фунга'онетака — 3:1
- Лотоха’апаи — Колофо'оу — 2:0
- Нгеле’я — Навутока — 4:1
- Кумифонуа — Веитонго — 5:1

### 4-й тур
24 (25 ?) мая
- Лотоха’апаи — Лотоха’апаи Драгон — 10:1
- Фунга'онетака — Ахи'о Улакаи Ахаи — 4:1
- Колофо'оу — Веитонго — 2:0
- Нгеле’я — Кумифонуа — 3:1
- Ма’уфанга — Навутока — 1:0

### 5-й тур
1 июня
- Колофо'оу — Ахи'о Улакаи Ахаи — 3:1
- Лотоха’апаи — Веитонго — 11:0
- Нгеле’я — Ма’уфанга — 4:3
- Лотоха’апаи Драгон — Кумифонуа — 2:0
- Навутока — Фунга'онетака — ? [1]

### 6-й тур
7 (8 ?) июня
- Выигравшие: Колофо'оу, Лотоха’апаи, Ма’уфанга, Нгеле’я
- Проигравшие: Ахи'о Улакаи Ахаи, Веитонго, Кумифонуа, Лотоха’апаи Драгон
- Неизвестно: Навутока, Фунга'онетака — ? [2]

### 7-й тур
14-15 июня
- Навутока — Кумифонуа — 2:0
- Ма’уфанга — Колофо'оу — 1:1
- Лотоха’апаи Драгон — Веитонго — 1:0
- Нгеле’я — Фунга'онетака — 5:2
- Лотоха’апаи — Ахи'о Улакаи Ахаи — 2:0

### 8-й тур
19 июля 
- Фунга'онетака — Кумифонуа — 3:2
- Навутока — Колофо'оу — 5:0
- Лотоха’апаи Драгон — Ахи'о Улакаи Ахаи — 2:0
- Нгеле’я — Веитонго — 2:0
- Лотоха’апаи — Ма’уфанга — 4:2

### 9-й тур
26 (27 ?) июля
- Ма’уфанга — Лотоха’апаи Драгон — 2:0
- Фунга'онетака — Веитонго — 2:1
- Колофо'оу — Кумифонуа — 11:0
- Лотоха’апаи — Нгеле’я — 3:0
- Навутока — Ахи'о Улакаи Ахаи — 2:0